# Cérvol mesquer d'Anhui
El cérvol mesquer d'Anhui (Moschus anhuiensis) és una espècie de cérvol mesquer. Anteriorment se'l considerava una subespècie del cérvol mesquer comú i el cérvol mesquer pigmeu. El seu àmbit de distribució és molt reduït, car només s'està segur de la seva presència a la regió del Mont Dabei, a l'oest de la província xinesa d'Anhui.